# تیگلیل-کوآ
تیگلیل-کوآ (به انگلیسی: Tiglyl-CoA) با فرمول شیمیایی C۲۶H۴۲N۷O۱۷P۳S یک ترکیب شیمیایی با شناسه پاب‌کم ۶۴۴۳۷۶۰ است. که جرم مولی آن ۸۴۹٫۶۳ g/mol می‌باشد. 